# Cazaux-Villecomtal
Cazaux-Villecomtal är en kommun i departementet Gers i regionen Occitanien i sydvästra Frankrike. Kommunen ligger i kantonen Marciac som tillhör arrondissementet Mirande. År 2022 hade Cazaux-Villecomtal 72 invånare.

## Befolkningsutveckling
Antalet invånare i kommunen Cazaux-Villecomtal
Referens:INSEE